# 대만 성공회
대만 성공회(臺灣聖公會, 영어: Episcopal Diocese of Taiwan)는 1954년 미국 성공회의 선교로 형성된 대만(중화민국)의 성공회이다. 미국 성공회 제8관구(province 8)에 속해 있다.

## 역사
대만 성공회는 1950년대부터 시작되었으며, 1954년 미국 성공회(Episcopal Church of USA) 제8관구(Province VIII) 대만교구로 확립되었다. 현재 관구장은 데이비드 라이(David Lai) 주교이다.

## 선교구(Parish)
- 타이베이시
  - 성 요한 성당 (주교좌 성당)
  - 주님의 현현 성당
  - 선한 목자 성당
- 지룽시
  - 성 삼위일체 성당
- 화롄시
  - 성 루가 성당
- 타이중시
  - 성 야고보 성당
- 자이시
  - 성 베드로 성당
- 타이난시
  - 주님의 은총 성당
- 가오슝시
  - 성 바울로 성당
  - 성 디모테오 성당
  - 모든 성인들의 성당
- 핑둥시
  - 성 마르코 성당

## 같이 보기
- 세계성공회동체